# Meant to Be (Bebe Rexha)
Meant to Be è un singolo della cantante statunitense Bebe Rexha e del gruppo musicale statunitense Florida Georgia Line, pubblicato il 24 ottobre 2017 come secondo singolo estratto dal terzo EP di Bebe Rexha All Your Fault: Pt. 2. Prodotto dal duo Wilshire e da David Garcia, è stato in seguito incluso nel primo album in studio della cantante Expectations.

## Descrizione
Meant to Be è stata scritta dalla stessa Bebe Rexha insieme a Tyler Hubbard, Josh Miller e David Garcia. In un'intervista con Billboard, la cantante ha commentato così il pezzo:
Si tratta di un brano country pop suonato in chiave di Si bemolle maggiore a tempo di 154 battiti al minuto. Inizialmente non era destinato ad essere pubblicato come singolo ufficiale; dopo aver registrato il brano con il duo country Florida Georgia Line, è stato pubblicato come secondo singolo dal suo terzo EP All Your Fault: Pt. 2, preceduto dal singolo apripista The Way I Are (Dance with Somebody). In seguito al successo riscosso, è stato inserito nell'album di debutto di Rexha, Expectations. Inoltre, è stato considerato da molti critici come una collaborazione a sorpresa, e ha consolidato ulteriormente il riconoscimento di Rexha come artista diversificata. Il 6 aprile 2018 è stata pubblicata una versione acustica del singolo.

## Video musicale
Dopo aver mostrato in anteprima su Instagram un selfie proveniente dal set del videoclip con l'hashtag ''#meanttobe'', Rexha ha pubblicato il video musicale sul suo canale YouTube il 23 ottobre 2017, il giorno prima della pubblicazione del singolo. Il videoclip della canzone è stato diretto da Sophie Muller ed è stato girato ad Albuquerque, in Nuovo Messico. In esso la cantante è una cameriera che sogna di diventare una grande star nel mondo dello spettacolo musicale. Mentre fa autostop nell'autostrada che porta al bar dove lavora, la cantante inizia a sognare ad occhi aperti: immagina di esibirsi con il duo country di fronte a un'enorme folla sul palco dell'Isleta Amphitheater, prima di svegliarsi dietro i banconi del bar. Il video ha accumulato oltre 2 milioni di visualizzazioni in un giorno dalla sua pubblicazione e ad oggi ne conta più di 500 milioni. Inoltre, ha ricevuto una nomination agli MTV Video Music Awards 2018 per il miglior video collaborativo.

## Successo commerciale
Meant to Be ha debuttato all'interno della Billboard Hot 100 alla 61ª posizione. Ha raggiunto la seconda posizione dietro al brano God's Plan di Drake. In un'intervista, Rexha ha commentato: ''Se qualcuno potesse rubarmi la prima posizione, lascerei che fosse Drake.'' Per Rexha è diventata la terza top 10 e la prima come artista principale, mentre per i Florida Georgia Line la seconda. È la canzone della cantante ad aver raggiunto la posizione più alta, superando Me, Myself & I. Ha anche debuttato in cima alla classifica Hot Country Songs, diventando il primo brano con cui Bebe è entrata in quella classifica e il sesto numero uno della Florida Georgia Line. Rexha è anche diventata la prima artista femminile a debuttare alla vetta alla classifica, mentre Meant to Be ha ottenuto il titolo di terza canzone in assoluto a iniziare alla prima posizione dal 2012, quando la classifica passò a una lista di dati ibridi, mescolando airplay, streaming e vendite.

## Classifiche

### Classifiche settimanali
| Classifica (2017-18) | Posizione massima |
| -------------------- | ----------------- |
| Australia            | 2                 |
| Austria              | 49                |
| Belgio (Fiandre)     | 34                |
| Belgio (Vallonia)    | 62                |
| Canada               | 7                 |
| Croazia              | 40                |
| Danimarca            | 37                |
| Estonia              | 28                |
| Filippine            | 37                |
| Germania             | 57                |
| Grecia               | 36                |
| Irlanda              | 22                |
| Lettonia             | 26                |
| Malaysia             | 20                |
| Norvegia             | 5                 |
| Nuova Zelanda        | 5                 |
| Paesi Bassi          | 18                |
| Portogallo           | 54                |
| Regno Unito          | 11                |
| Repubblica Ceca      | 23                |
| Singapore            | 28                |
| Slovacchia           | 24                |
| Slovenia             | 29                |
| Stati Uniti          | 2                 |
| Svezia               | 8                 |
| Svizzera             | 34                |
| Ungheria             | 28                |

### Classifiche di fine anno
| Classifica (2018) | Posizione |
| ----------------- | --------- |
| Australia         | 5         |
| Belgio (Fiandre)  | 66        |
| Canada            | 7         |
| Croazia           | 72        |
| Danimarca         | 62        |
| Estonia           | 78        |
| Islanda           | 44        |
| Nuova Zelanda     | 8         |
| Paesi Bassi       | 53        |
| Regno Unito       | 47        |
| Stati Uniti       | 3         |
| Svezia            | 38        |
| Svizzera          | 97        |

### Classifiche di fine decennio
| Classifica (2010-19) | Posizione |
| -------------------- | --------- |
| Australia            | 92        |
| Stati Uniti          | 89        |